# Туркмено-грузинские отношения
Грузино-туркменские отношения — дипломатические отношения между Грузией и Туркменистаном. Установлены 16 июля 1992 года. Обе страны состоят в Организации Объединённых Наций и Организации по безопасности и сотрудничеству в Европе.

## Сравнительные характеристики
|                      | Грузия                                               | Туркменистан                                          |
| -------------------- | ---------------------------------------------------- | ----------------------------------------------------- |
| Население            | 3 729 500                                            | 5 240 502                                             |
| Территория           | 69 700 км²                                           | 491 200 км²                                           |
| Плотность населения  | 68 чел./км²                                          | 10 чел./км²                                           |
| Столица              | Тбилиси                                              | Ашхабад                                               |
| Крупнейшие города    | Тбилиси, Кутаиси, Батуми, Рустави, Зугдиди           | Ашхабад, Туркменабат, Дашогуз, Балканабат             |
| Форма правления      | Парламентская республика                             | Президентская республика                              |
| Государственный язык | Грузинский                                           | Туркменский                                           |
| Основная религия     | Христианство                                         | Ислам (суннитского толка)                             |
| ВВП (ППС)            | 34,209 млрд долларов США (7 139 $ на душу населения) | 54,746 млрд долларов США (15 583 $ на душу населения) |
| ВВП (номинал)        | 16,535 млрд долларов США (4 286 $ на душу населения) | 33,679 млрд долларов США (6 511 $ на душу населения)  |
| Валюта               | лари                                                 | манат                                                 |

## История
До 1991 года Грузия и Туркменистан были союзными республиками в составе Советского Союза. 9 апреля 1991 была провозглашена независимость Грузии, а 27 октября того же года — Туркменистана.
В Тбилиси действует посольство Туркменистана, а в Ашхабаде — посольство Грузии. Чрезвычайным и Полномочным Послом Грузии в Туркменистане с 20 мая 2014 является Гиорги Каралашвили. Чрезвычайным и Полномочным Послом Республики Туркменистан в Грузии является Довлетмурат Муратов.
В истории отношений между странами важное место занимают визиты и встречи на высшем уровне. Первый президент Республики Туркменистан Сапармурат Ниязов посетил Грузию в 1996 году. Второй президент Грузии Эдуард Шеварднадзе совершил визит в Ашхабад в 1997 году.
Третий президент Грузии Михаил Саакашвили посетил Туркменистан 14 февраля 2007 года для участия в заседании XIX Халк Маслахаты и инаугурации второго президента Туркменистана Гурбангулы Бердымухамедова, в ходе визита состоялась двусторонняя встреча президента Гурбангулы Бердымухаммедова с Михаилом Саакашвили. В марте 2007 года в Туркменистане с двухдневным визитом побывала правительственная делегация Грузии во главе с премьер-министром Зурабом Ногаидели. 9 июня 2007 года в Стрельне (Россия) состоялось встреча президента Туркменистана Гурбангулы Бердымухаммедов и Республики Грузия Михаил Саакашвили. 25 сентября 2007 года в Нью-Йорке (США) Гурбангулы Бердымухамедов провёл очередные переговоры с Михаилом Саакашвили. В октябре 2007 года состоялась краткая беседа по некоторым аспектам двустороннего взаимодействия между главами двух государств в рамках саммита СНГ в Душанбе.
Четвёртый президент Республики Грузия Георгий Маргвелашвили посетил Туркменистан в декабре 2014 года. Второй президент Туркменистана Гурбангулы Бердымухаммедов встретился с грузинским коллегой в Тбилиси в июле 2015 года. В декабре 2015 года Георгий Маргвелашвили посетил Ашхабад для участия в Международной конференции «Политика нейтралитета: международное сотрудничество во имя мира, безопасности и развития» по случаю 20-летия Нейтралитета Туркменистана.
Договорно-правовая база двусторонних отношений состоит из 36 документов.

## Экономическое сотрудничество
В 1992—1995 годах Туркменистан поставлял в Грузию природный газ в долг. Грузия ремонтировала для Туркменистана железнодорожные вагоны. 
Также Тбилисский авиазавод модернизировал для ВВС Туркменистана 43 военных самолёта и 8 вертолётов (в том числе 22 штурмовика Су-25 за более чем $22 млн.); кроме того, Туркменистан приобрёл у Грузии два новых боевых самолёта.
Грузинская сторона желает развивать экономическое сотрудничество с Туркменистаном в области энергетики и транспорта. В 2014 году объём товарооборота между Грузией и Туркменистаном составил 83, 672 млн долларов США, а по данным туркменских СМИ 495 млн долларов США.
В 2023 году Туркменистан экспортировал в Грузию авиационное топливо.
Страны уделяют большое внимание созданию транспортного коридора Афганистан — Туркменистан — Азербайджан — Грузия.